# Plogging
Plogging é uma atividade que combina corrida com coleta de lixo, originada na Suécia em 2016 e que vem se espalhando por diversos países do mundo.

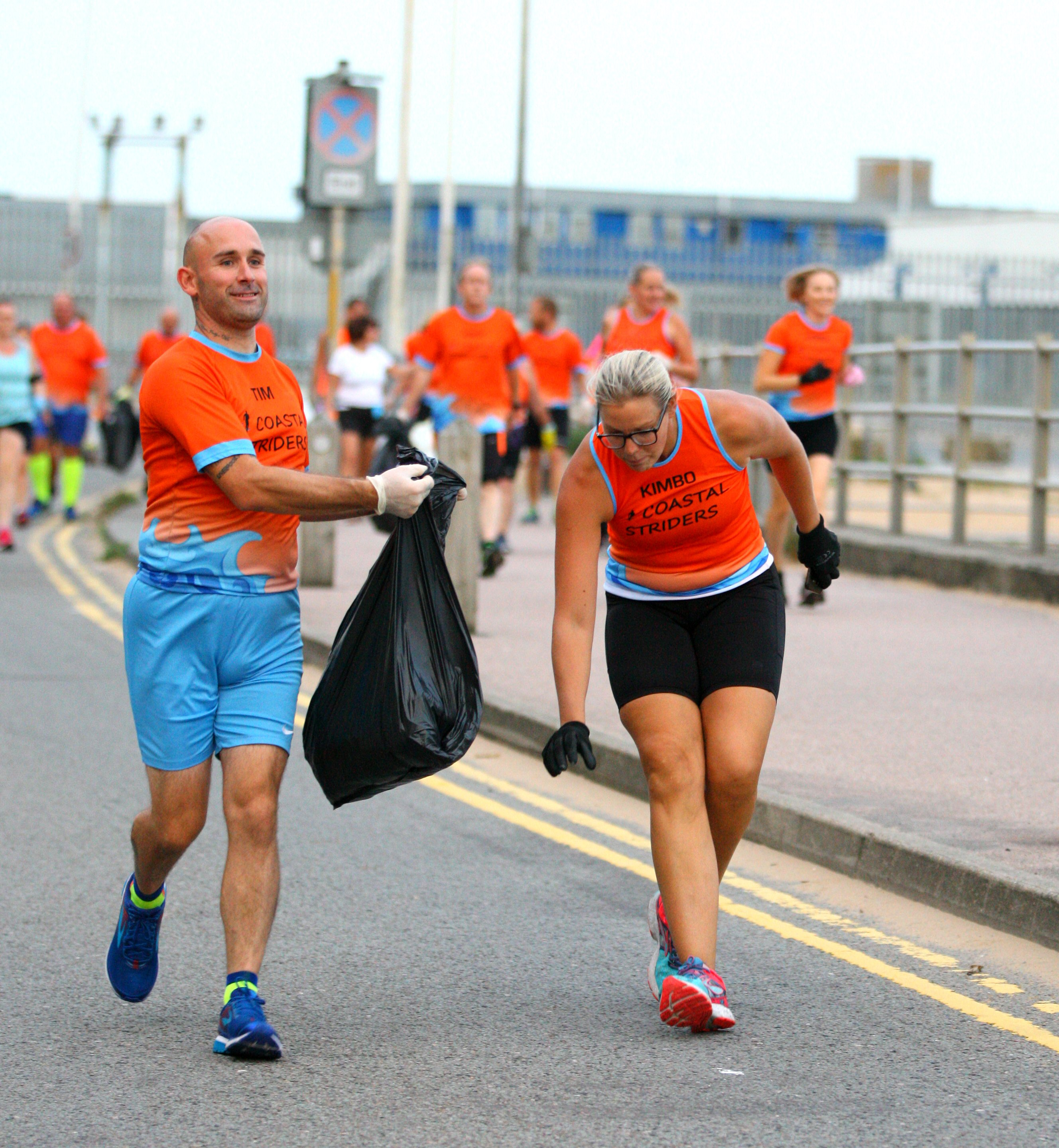
Uma mulher se curvando para recolher lixo enquanto um homem corre ao lado dela, segurando um saco de lixo, em um evento de plogging em Kent, Inglaterra

## História
A história do Plogging começou em 2016 na Suécia, quando o corredor Erik Ahlström decidiu começar a recolher o lixo que encontrava durante suas corridas diárias em Estocolmo. Ele criou um grupo no Facebook para incentivar outras pessoas a se juntarem a ele nessa prática, que combinava exercício físico e limpeza urbana. O nome "Plogging" é uma combinação das palavras suecas "plocka upp" (pegar) e "jogging" (corrida), e foi criado para descrever essa atividade.

## Conceito
O objetivo é simples: correr e recolher o lixo que se encontra pelo caminho, contribuindo para a limpeza das ruas e para a preservação do meio ambiente.
Além de ser uma forma eficiente de manter a cidade limpa, o Plogging é também uma atividade física que traz benefícios para a saúde, já que combina o exercício cardiovascular com o fortalecimento dos músculos, principalmente das pernas e glúteos.
Para praticar o Plogging, não é necessário ter muita experiência em corrida ou condicionamento físico avançado. Qualquer pessoa pode começar, e a atividade pode ser adaptada de acordo com o ritmo e as habilidades de cada um.
O Plogging tem se tornado cada vez mais popular em diversas partes do mundo, inclusive no Brasil, onde grupos se organizam para praticar a atividade em parques, ruas e praias. Alguns eventos de Plogging também são realizados regularmente, como forma de incentivar a prática e aumentar a conscientização sobre a importância da limpeza urbana e da preservação ambiental.